# Waltraud Monika Fischer
Waltraud Monika Fischer (* 28. Mai 1944 in Freudenstadt; † 27. Januar 1991 in Stuttgart) war eine deutsche Malerin und Grafikerin.

## Leben und Werk
Waltraud Monika Fischer studierte von 1973 bis 1978 an der Staatlichen Akademie der Bildenden Künste Stuttgart bei Peter Grau. 1983 erhielt sie den Förderpreis zum Hans-Molfenter-Preis der Landeshauptstadt Stuttgart. Sie schuf Radierungen, Lithografien sowie Zeichnungen mit Silberstift und Bleistift, die sich laut der Kunsthistorikerin Monika Spiller „durch hochsensible Strichführung, malerische Hell-Dunkel-Effekte und altmeisterliche Präzision“ auszeichnen.

## Ausstellungen
- 1977: GEDOK-Galerie, Stuttgart
- 1979: Galerie Gertrud Dorn, Stuttgart
- 1980: Künstlerbund Baden-Württemberg, Stuttgart